# Šentkandolf
Šentkandolf (nemško St. Gandolf) je naselje v Občini Kotmara vas v Okraju Celovec-dežela na Koroškem v Avstriji.